# Linköping
Linköping ( ouça a pronúncia) ou Linkoping (por adaptação tipográfica) e raramente Lincoping ou Lincopinga[a] é uma cidade da província da Östergötland, no Sul da Suécia.
É um antigo centro económico, religioso e cultural da região, com importância nacional. Hoje em dia, é mais conhecida pela fábrica de aviões da Saab AB e por sua universidade.
É a sede da comuna de Linköping, no condado da Östergötland, servindo como residência do governador (residensstad). Também é a sede da Diocese de Linköping.
A cidade é atravessada pelo rio Stångån que desagua na margem sul do lago Roxen a uma distância de aproximadamente 18 km. Tem uma área 40,9 quilômetros quadrados e uma população de 115 682 habitantes (2021). 

## Etimologia
O topônimo Linköping deriva quiçá das palavras nórdicas Liunga (nome de uma localidade; campo de urzes) e køpinger (local de comércio). A primeira menção conhecida de Linköping data de 1104, quando foi registrada em latim como Liunga.Kauping no Documento de Florença do século XII. Há ainda seu registro latino como Lincopinga e Lincopia.

Em textos em português costuma ser usada a forma original Linköping,  ocasionalmente transliterada para Linkoping, por adaptação tipográfica. 
| “ | A cidade de Linköping é a 7° cidade sueca, com cerca de 105 mil habitantes.                 | ” |
|   | — Marcelo Côrtes Silva, Resíduos como energia: o reencontro do homem e seu produto basilar. |   |

## História
A primeira menção à cidade ocorre em 1104, por ocasião da listagem das dioceses subordinadas ao arcebispado de Lunda, sob a forma de Liunga.Kauping no Documento de Florença. Ainda nos primeiros anos do século XII, foi erigida a nave da Igreja de São Lourenço e a Catedral de São Pedro. Foi novamente mencionada em 1153, quando ocorreu um sínodo na catedral sob supervisão do bispo Gisle, do rei Suérquero I (r. 1130–1156) e do legado papal Nicolau (futuro Adriano IV). À época, Linköping foi referida na documentação como cividade (em latim: civitas), porém ainda não havia propriamente um centro urbano. Ela só receberia seus privilégios de cidade um século depois.

## Geografia

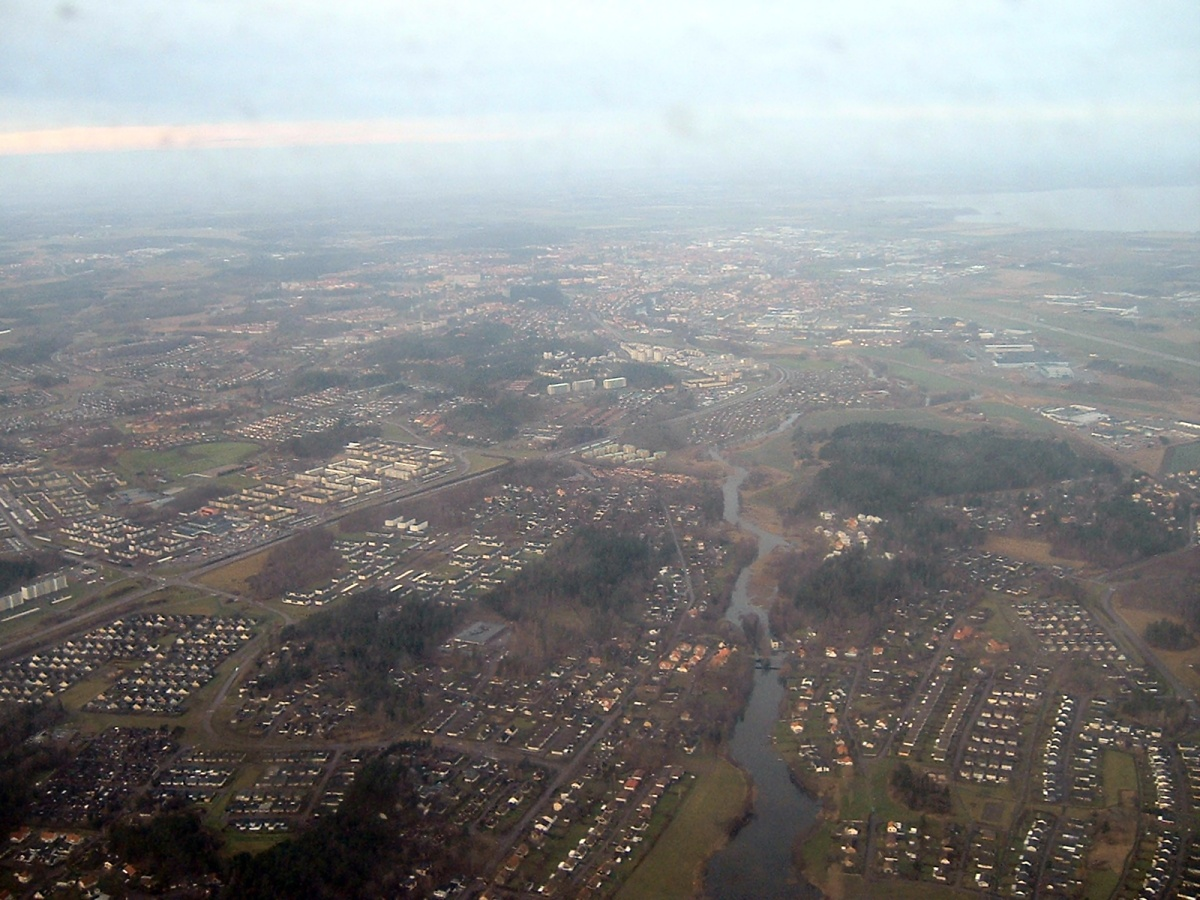
Vista aérea de Linköping

A cidade de Linköping está situada na extensa planície agrícola da Östergötland, a poucos quilómetros a sul  do ponto onde o rio Stångån desagua no lago Roxen.
A apenas 40 km a leste, está localizada a vizinha cidade de Norrköping, na proximidade do Mar Báltico.
O perfil da cidade é cacterizado pela sua catedral, pelo seu palácio e pelas suas casas de madeira do século XVIII.

## Comunicações
Linköping fica logo a sul da estrada europeia E4 (Haparanda-Estocolmo-Linköping-Helsimburgo), e é servida pelas estradas nacionais 23, 34 e 35. A linha férrea do sul cruza a cidade (Estocolmo-Linköping-Malmo). Seu aeroporto está a leste da cidade. O canal de Gota passa a 10 quilómetros, e o canal de Kinda liga a cidade ao lago Roxen e permite transportes de barco ao sul.

## Economia
A economia de Linköping está dominada pela administração municipal, regional e nacional (p.ex. a Comuna de Linköping, a Região Östergötland, o Centro Nacional de Medicina Forênsica, o Centro Nacional de Estudos de Transportes), pelas indústrias de alta tecnologia (p.ex. a fábrica de aviões da Saab, o centro de pesquisa de GSM da Ericsson), pela Universidade de Linköping e pelo Hospital Universitário de Linköping, e pela atividade comercial (p.ex.o centro comercial de Tornby, albergando a Ikea).

## Educação
Possui várias escolas públicas e livres de ensino básico e secundário, e dispõe igualmente de educação de adultos – Komvux - e duma Escola superior popular – a Valla.                                     A cidade tutela também várias formações profissionais superiores, como por exemplo o curso de técnicos de helicóptero e o curso de engenheiro elétrico.

A Universidade de Linköping oferece 120 programas  a cerca de 32 000 estudantes. Esta universidade mantem uma cooperação institucional com o Hospital Universitário de Linköping nos domínios do ensino e da pesquisa médica.

#### Universidades
- Universidade de Linköping (Linköpings universitet)

#### Ensino superior popular
- Escola Superior Popular de Valla (Valla folkhögskola)

## Património turístico
A silhueta da cidade de Linköping tem como figura icónica a sua catedral. Ainda fazendo parte do seu perfil turístico estão o seu palácio, o seu museu regional e os seus quarteirões com casas de madeira dos séculos XVIII e XIX]].

- Catedral de Linköping (Linköpings domkyrka)
- Palácio de Linköping (Linköpings slott)
- Museu da Força Aérea (Flygvapenmuséet)
- Museu da Östergötland (Östergötlands länsmuseum)
- Velha Linköping (Gamla Linköping)
- Universidade de Linköping

## Cultura
Muitas das atividades culturais de Linköping têm lugar na parte central da cidade, na área da catedral.

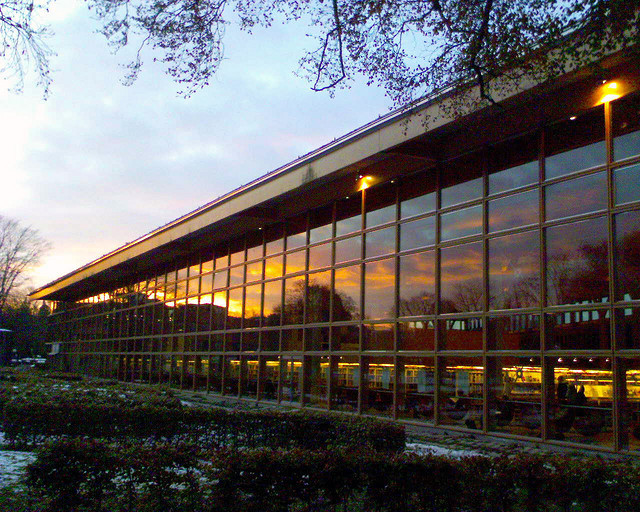
A biblioteca municipal
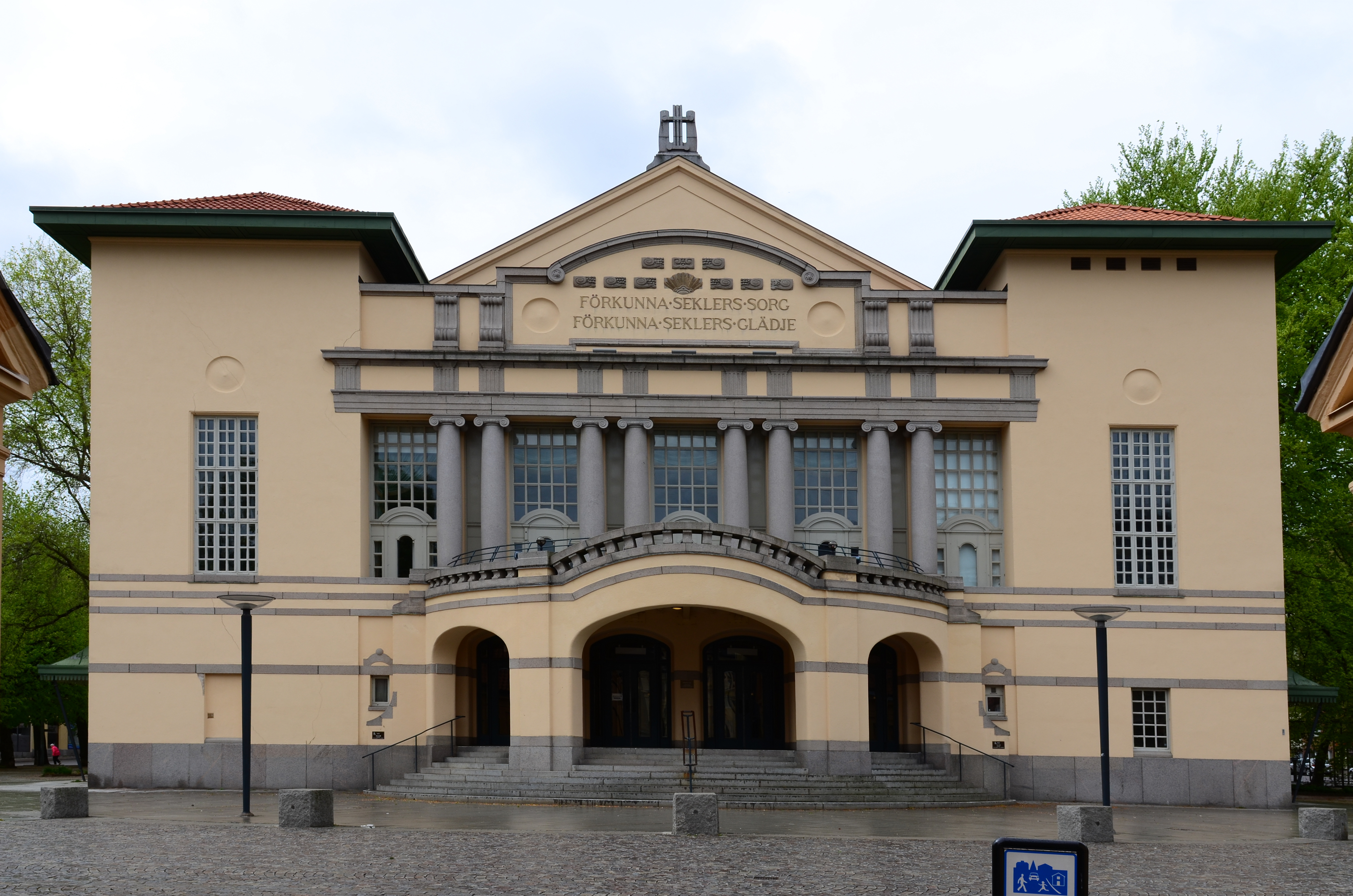
O teatro regional
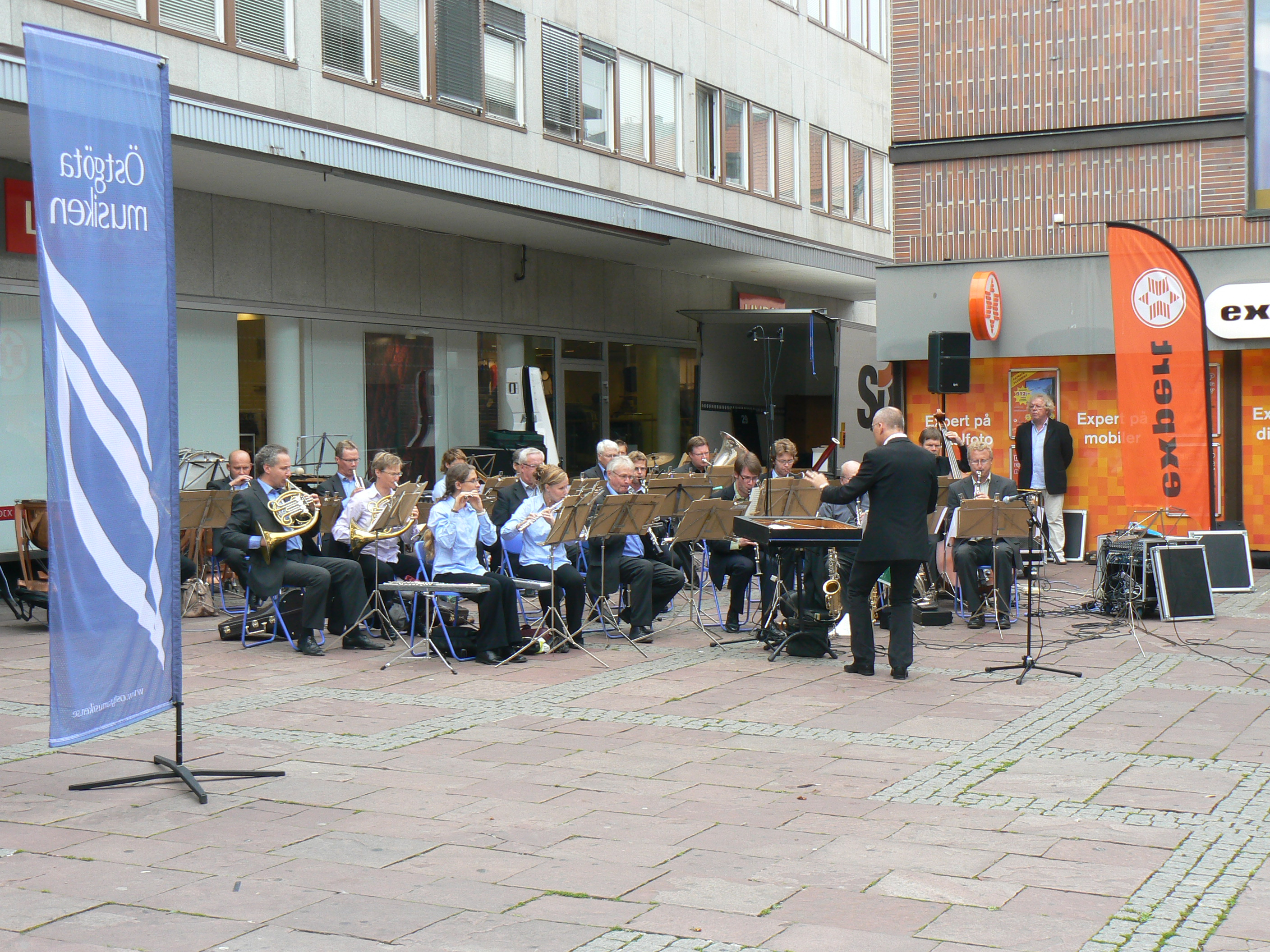
A orquestra sinfónica regional
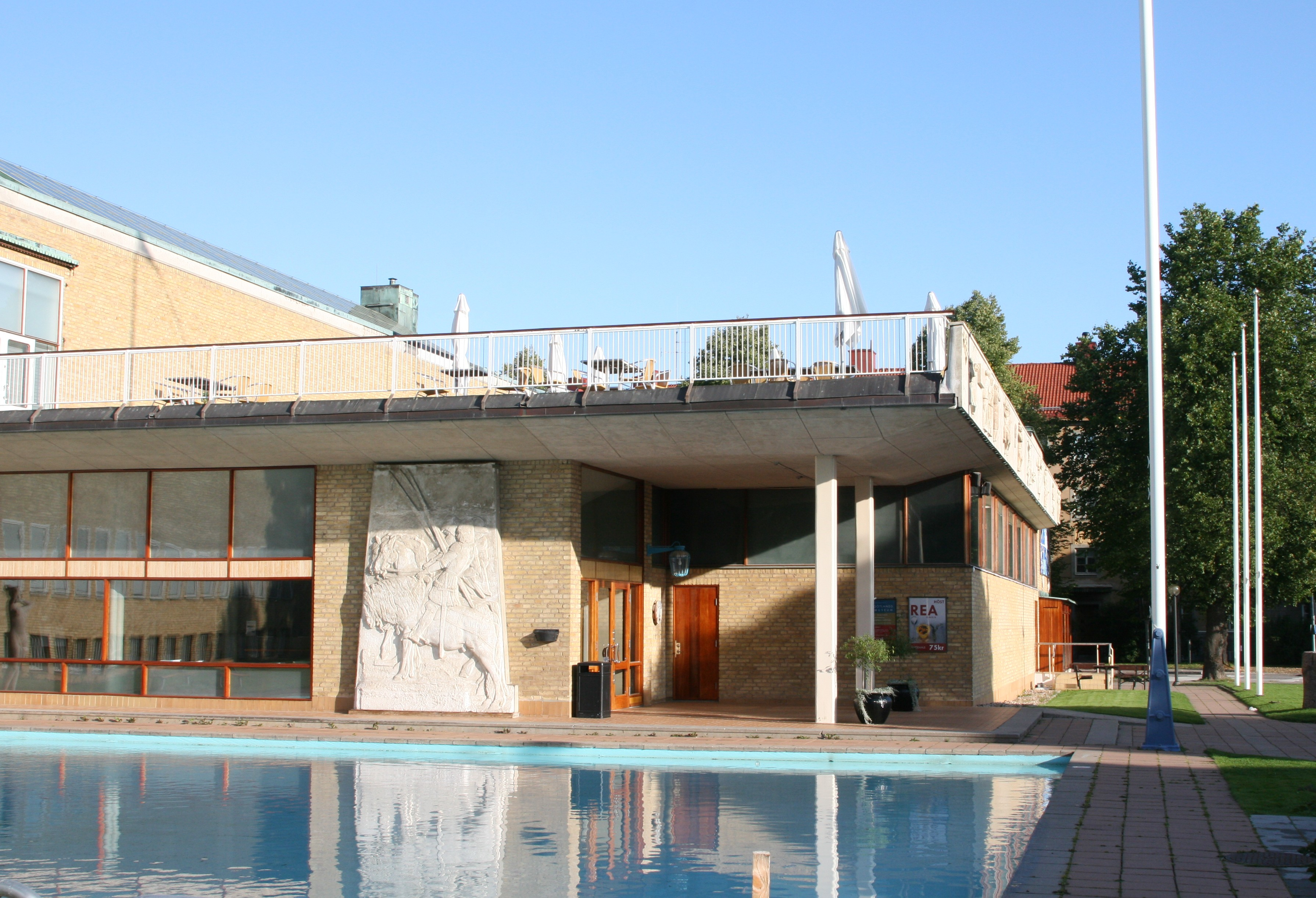
O museu regional

### Bibliotecas
- Biblioteca municipal de Linköping (Linköpings stifts- och landsbibliotek)

### Dança música, teatro
- Teatro da Östergötland (Östgötateatern)
- Salão de Concertos e Congressos (Konsert & Kongress Linköping)

### Orquestras e coros
- Orquestra Sinfónica da Östergötland (Östgöta Blåsarsymfoniker)
- Orquestra Sinfónica de Linköping (Linköpings symfoniorkester)
- Coro de Câmara da Östergötland (Östgöta Kammarkör)

### Museus
- Museu da Östergötland (Östergötlands museum)
- Galeria de Arte Passagen (Konsthallen Passagen)

## Personalidades ligadas a Linköping
- Axel Theorell  (1903-1982; Prémio Nobel de Medicina de 1955)[34]
- Tobias Forge (1981-, cantor)[carece de fontes?]
- Elsa Brändström (1888-1948; enfermeira)[35]
- Magnus Bäckstedt (1975-, ciclista)[carece de fontes?]
- Rutger Gunnarsson (1946-2015, músico)[carece de fontes?]
- Kettil Karlsson (1433-1465; regente da Suécia)[36]
- Anders Ljungstedt (1759-1835; diplomata)[37]
- Olavo Magno (1490-1557; escritor e cartógrafo)[38]
- Ludwig Göransson (1984-; compositor de cinema)[39]
- Pierre Thorsson (1966-; handebolista)[carece de fontes?]
- Tage Danielsson (1928-1985; ator, escritor, realizador cinematográfico)[40]

## Desporto
Entre os desportos em destaque em Linköping, estão o futebol feminino e o hóquei no gelo (2024).

Como clubes mais cotados da cidade, estão o Linköpings FC (futebol feminino) e o Linköping HC (hóquei no gelo).

### Clubes
- Linköpings FC (futebol feminino)[42]
- Linköping HC (hóquei no gelo)[43]
- FC Linköping City (futebol)[44]
- Linköping Innebandy (floorball)[45]

### Arenas desportivas
- Saab Arena  (eventos desportivos e musicais; hóquei no gelo)
- Linköping Arena (futebol)
- Linköpings Sporthall  (eventos desportivos e musicais; voleibol)

## Geminações
A cidade está geminada com as seguintes localidades:
| - Cantão, China - Caunas, Lituânia - Ísafjarðarbær, Islândia | - Joensuu, Finlândia - Linz, Alemanha - Macau, China | - Rosquilda, Dinamarca - Toensberga, Noruega |

## Galeria

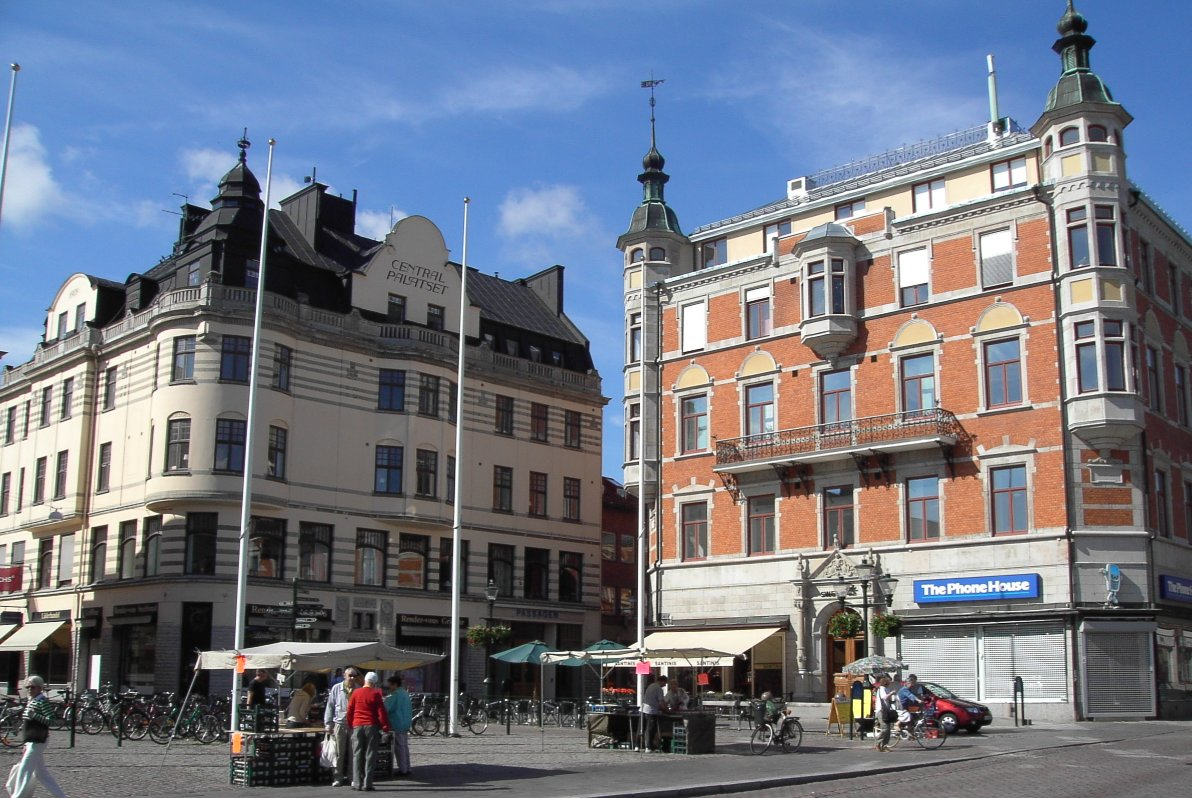
Praça central
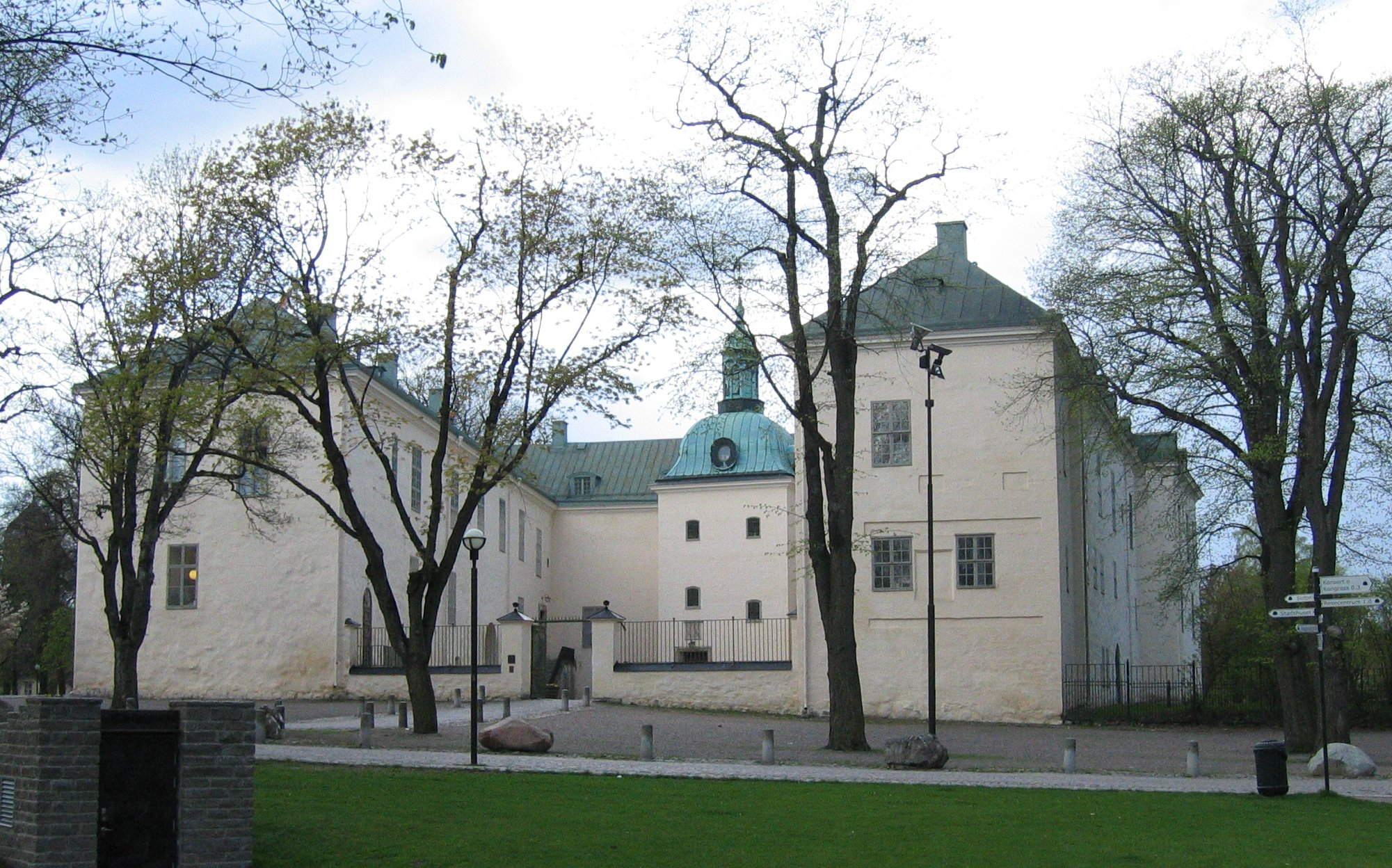
Palácio
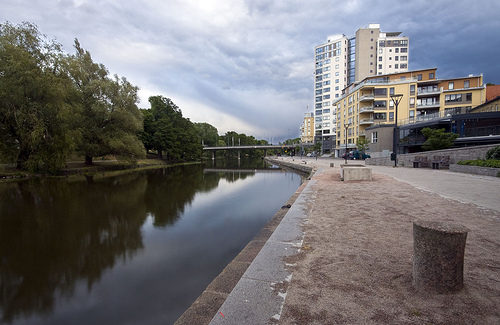
O rio Stångån e a rua Strandgatan
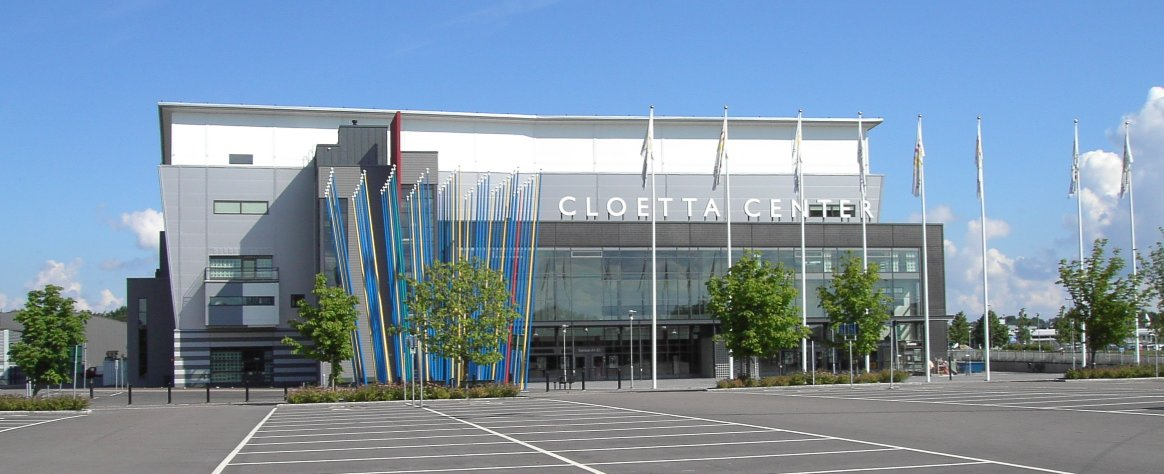
Arena Saab de desportos e música